# 다케바시역
다케바시역(일본어: 竹橋駅, たけばしえき)은 일본 도쿄도 지요다구에 있는 철도역이다. 부역명은 마이니치 신문사앞이다.

## 역 구조
상대식 승강장 2면 2선의 지하역.
개찰구는 지하 1층에 2개(서쪽 다케바시 방면에 출입구 1a·1b용, 동쪽 오테마치 쪽으로 출입구 2~4용), 승강장은 지하 2층에 있다. 매점"METRO'S"는 지하 1층 서쪽, 화장실은 지하 1층 양쪽, 대합실은 없다.
엘리베이터는 없지만 지하 1층 서쪽으로 1번 승강장을 연결하는 에스컬레이터가 설치되어 있다.
| 1 | ○ 도자이 선 | 오테마치・우라야스・니시후나바시・쓰다누마・도요 가쓰타다이 방면 |
| 2 | ○ 도자이 선 | 다카다노바바・나카노・미타카 방면                                |

## 역 주변
- 마이니치 신문 도쿄 본사
- 고쿄(궁내청)
- 팰리스 사이드 빌딩
- 도쿄 전기대학 도쿄 간다캠퍼스
- 기타노마루 공원
- 다케바시
- 간다 고서점가
- 오테마치 합동청사
- 도쿄 소방청 본청
- 도쿄 국립근대미술관
- 일본 국립공문서관
- 과학기술관
- 학사회관
- 일본 교육회관
- 수도고속도로 다케바시 JCT
- 다케바시 합동빌딩
- 마루베니 본사
- 일본 국립대학협회
- 도쿄 법무국
- 간다 세무서
- 간다 경찰서
- 지요다 구 지요다 보건소

## 역사
- 1966년
  - 3월 16일: 구단시타 ~ 다케바시간 연장개통에 따라 영업 개시.
  - 10월 1일: 다케바시 ~ 오테마치간 연장개통으로 중간역이 됨.

## 인접역
| 도쿄 메트로 도자이 선    | 도쿄 메트로 도자이 선 | 도쿄 메트로 도자이 선          |
| ------------------------ | --------------------- | ------------------------------ |
| T07 쿠탄시타 나카노 방면 | 도자이 선             | T09 오테마치 니시후나바시 방면 |